# Куликовский поселковый совет (Куликовский район)
Кулико́вский поселко́вый сове́т (укр. Куликівська селищна рада) — входит в состав Куликовского района Черниговской области Украины.
Административный центр сельского совета находится в пгт Куликовка. Почтовый адрес: 16300, Черниговская обл., Куликовский р-н, пгт Куликовка, ул. Щорса 93, тел. 2-11-74, 2-11-75.

## Населённые пункты совета
- пгт Куликовка
- с. Пенязовка

## История
Основана Куликовка в середине XVII в. (в 1650 году). Входила в Салтыково-Девицкую сотню Нежинского полка. Посполитые платили стацию на гетмана. В конце XVII в. местные крестьяне были отданы на ранг нежинскому полковому обозному Шендюху. Затем Куликовка стала ранговым селом полкового судьи, место которого последовательно занимали Лазаревич, Романовский, Чуйкевич. С 1782 года село входило в состав Салтыково-Девицкой волости Черниговского уезда Черниговского наместничества, с 1796 года — Малороссийской, а с 1802 года — Черниговской губернии. В середине января 1918 г. в Куликовке была установлена Советская власть. Создан революционный комитет, обеспечивший в селе порядок, взявший на учёт материальные ценности, распределивший между крестьянами землю, тягловую силу, инвентарь. В годы Великой Отечественной войны на территории села велись ожесточённые бои. Село оккупировано гитлеровцами в сентябре 1941, освобождено в сентябре 1943 года. Статус посёлок городского типа присвоен в 1960 году.

## Географическое положение
Расстояние до областного центра:
- по карте — 27 км;
- по железной дороге — 36 км;
- по шоссе — 39 км[4].

Расстояние до столицы Украины по шоссе — 152 км.

## Транспорт
По территории посёлка городского типа проходит автодорога Чернигов — Нежин.
Ближайшая к пгт Куликовке железнодорожная станция — «имени Бориса Олейника» (прежнее название станция «Дроздовка») на участке Чернигов — Нежин Юго-Западной железной дороги.